# Mjonggan
Mjonggan (hangul: 명간군, Mjonggan-kun, handzsa: 明澗郡, RR: Myŏnggan-kun, ’fényes hegyi patak’) régebbi, 1981 és 2004 között használatos nevén Hvaszong (hangul: 화성군, Hvaszong-kun, handzsa: 化成郡, RR: Hwasŏng-kun, ’vegyészet sikere’) megye Észak-Koreában, Észak-Hamgjong (Hamgyŏng) tartományban.
A megye eredetileg Kogurjo (Koguryŏ) része volt, majd egy ideig kínai megszállás alá került. 1398-ban a területén hozták létre Mjongvon-jok (Myŏngwŏn-yŏk)ot (명원역; 明原驛), ezzel egyidejűleg Kildzsu-mok (길주목; 吉州牧, Kilju-mok), 1461-ben pedig Kilszong-hjon (길성현; 吉城縣, Kilsŏng-hyŏn) része lett. Kilszong-hjon (Kilsŏng-hyŏn) északi területeit leválasztva létrehozták Mjongcshon-hjon (Myŏngch'ŏn-hyŏn)t (명천현; 明川縣), amelyet 1605-ben községi rangra, 1895-ben pedig megyei rangra emeltek. 1952-ben átszervezték a közigazgatást, és létrehozták Jongan (Yŏngan) megyét (영안군; 永安郡).
1967 októberében a megyét átnevezték Mjonggan (Myŏnggan)-ra (명간군; 明澗郡), majd 1981 októberében Kim Ir Szen (Kim Il Sung) utasítására felvette a Hvaszong (Hwasŏng) nevet abból a célból, hogy a megyét vegyészeti kutatások központjává tegyék. 2004-ben visszakapta korábbi nevét.

## Földrajza
Északról Orang (Ŏrang) megye, keletről a Japán-tenger (Koreában „Keleti-tenger”), délről Mjongcshon (Myŏngch'ŏn) megye, délnyugatról pedig Kildzsu (Kilju) megye határolja.
Legmagasabb pontja az 1874 méter magas Kiunbong (기운봉; 起雲峯, Kiunbong).

## Közigazgatása
1 községből (up (ŭp)), 22 faluból (ri (ri)) és 3 munkásnegyedből (rodongdzsagu (rodongjagu)) áll:
| - Mjonggan-up (명간읍; 明澗邑, Myŏnggan-ŭp) - Koszong-ri (고성리; 古城里, Kosŏng-ri) - Kvangam-ri (광암리; 廣岩里, Kwangam-ri) - Kundong-ri (근동리; 芹洞里, Kŭndong-ri) - Rjongdok-ri (룡덕리; 龍德里, Ryongdŏk-ri) - Rjongdong-ri (룡동리; 龍洞里, Ryongdong-ri) - Ripszok-ri (립석리; 立石里, Ripsŏk-ri) - Mjongnam-ri (명남리; 明南里, Myŏngnam-ri) - Pengnok-ri (백록리; 白鹿里, Paengnok-ri) - Puam-ri (부암리; 富岩里, Puam-ri) - Puhva-ri (부화리; 富禾里, Puhwa-ri) - Szampho-ri (삼포리; 三浦里, Samp'o-ri) - Szangdzsang-ri (상장리; 上場里, Sangjang-ri) | - Sinjang-ri (신양리; 新楊里, Sin'yang-ri) - Jangcshon-ri (양천리; 楊川里, Yangch'ŏn-ri) - Cshongnjong-ri (청룡리; 靑龍里, Ch'ŏngryong-ri) - Hau-ri (하우리; 下雩里, Hau-ri) - Havol-ri (하월리; 下月里, Hawŏl-ri) - Haphjong-ri (하평리; 下坪里, Hap'yŏng-ri) - Hamdzsin-ri (함진리; 咸鎭里, Hamjin-ri) - Honam-ri (호남리; 湖南里, Honam-ri) - Hoszan-ri (호산리; 虎山里, Hosan-ri) - Hvarjong-ri (화룡리; 花龍里, Hwaryong-ri) - Kuktong-rodongdzsagu (극동로동자구; 極洞勞動者區, Kŭktong-rodongjagu) - Rjanghva-rodongdzsagu (량화로동자구; 良化勞動者區, Ryanghwa-rodongjagu) - Rjongban-rodongdzsagu (룡반로동자구; 龍蟠勞動者區, Ryongban-rodongjagu) |

## Gazdaság
Mjonggan (Myŏnggan) megye gazdasága vegyiparra, mezőgazdaságra és bányászatra épül.

## Oktatás
Mjonggan (Myŏnggan) megye egy vegyipari főiskolának, egy mezőgazdasági főiskolának és kb. 20 általános, illetve középiskolának ad otthont.

## Egészségügy
A megye ismeretlen számú egészségügyi intézménnyel rendelkezik, köztük saját kórházzal.

## Közlekedés
A megye közutakon a szomszédos megyék felől közelíthető meg. A megye vasúti kapcsolattal rendelkezik, a Phjongna (P'yŏngra)
 vasútvonal része.